# 庇能会议
5°24′56.6″N 100°20′10.4″E / 5.415722°N 100.336222°E
庇能会议，又称“槟榔屿会议”。（“庇能”英语名字为“Penang”）是中国同盟会南洋总支部在英海峽殖民地——槟榔屿召开的一场会议名称。该会议时间发生在1910年11月13日，是为了策划广州黄花岗起义（又稱“三•二九廣州起義”）。